# PowerJet

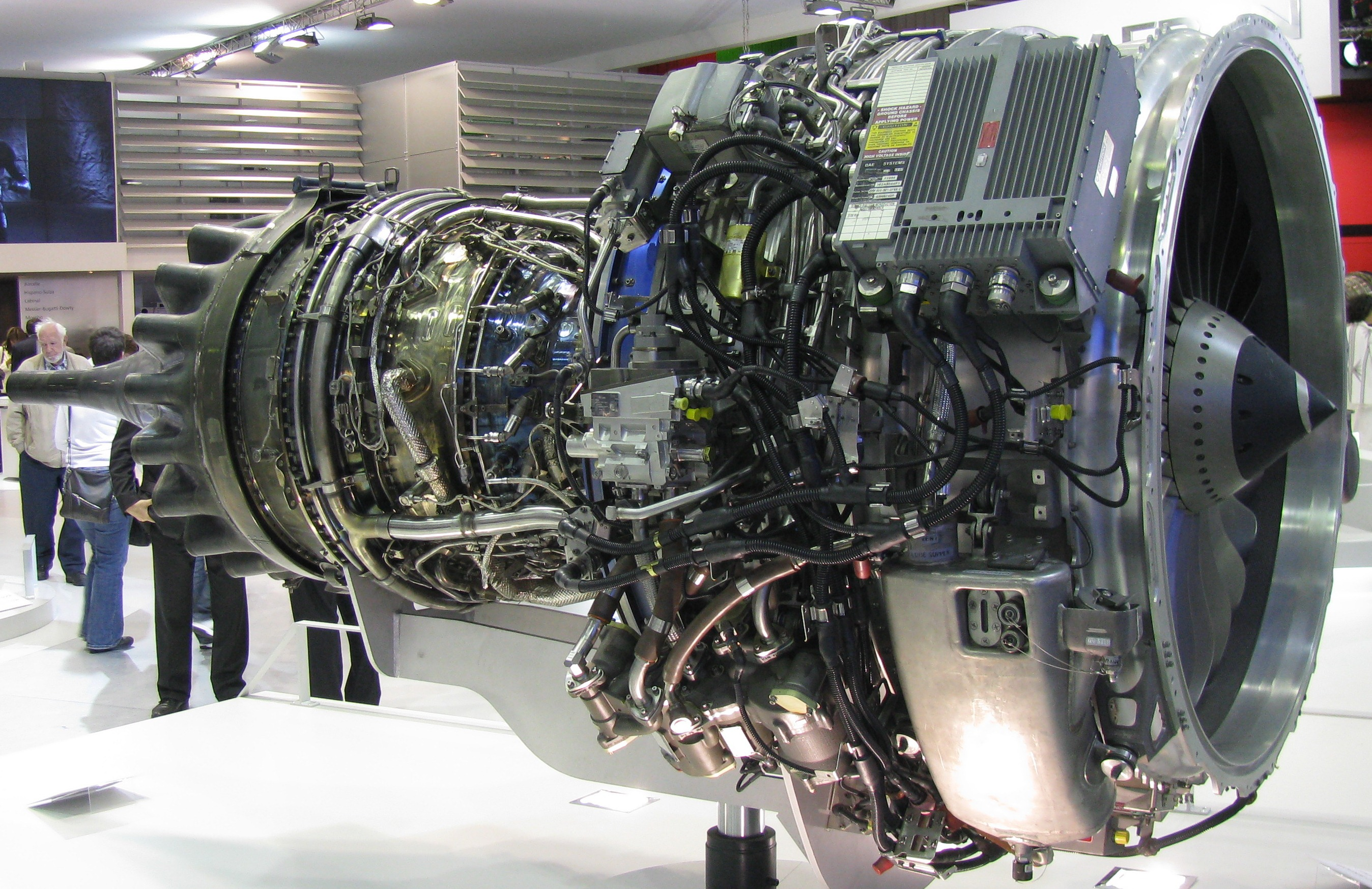
PowerJet SaM146

PowerJet («ПауэрДжет»), полное фирменное именование: PowerJet S.A. — франко-российское совместное предприятие, учреждённое НПО «Сатурн» и французской компанией Snecma. В настоящее время владеет сертификатом типа и производит авиационный двигатель SaM146 для самолётов типа Sukhoi Superjet 100.
Предприятие создано с учётом интересов и использованием лицензированных технологий американо-французского CFM International, созданного с участием Snecma и General Electric.
PowerJet не является резидентом Российской Федерации и относится к производителю самолёта Sukhoi Superjet 100 компании Гражданские самолёты Сухого как иностранный поставщик.

## Структура компании
Офис компании находится во Франции по адресу: Париж, бульвар Марсиал Вален, дом 2.
Производства двигателя SaM146 по лицензии компании PowerJet расположены:
- Франция Snecma
- Россия НПО «Сатурн»

### Участие НПО «Сатурн» в компании и производстве
Доля НПО «Сатурн» в совместном предприятии составляет 49,84 %.
Доля НПО «Сатурн» в общем объёме работ над двигателем SaM146 составляет около 38 %.
Доля НПО «Сатурн» в сумме выручки от продажи двигателя SaM146 составляет 17 %. При этом участие российской компании в производстве убыточное: при стоимости двигателя в 78 миллионов рублей (на 2012 год) НПО «Сатурн» получает 13 миллионов, хотя на закупки материалов и прямые затраты уходит почти 28 миллионов рублей. Маржинальный убыток НПО «Сатурн» по проекту SaM146 в 2012 году составил почти 15 миллиардов рублей.

## Арест акций в 2009 году
5 февраля 1996 года между ОАО «Рыбинские моторы» (на основе которой было позднее организовано НПО «Сатурн») и компанией Unimpex Enterprises Ltd, зарегистрированной на Британских Виргинских островах, было заключено соглашение, по которому последняя передавала самолёт Ил-62М и 13 двигателей Д-30КУ общей стоимостью 2,03 миллиона долларов. В ответ «Рыбинские моторы» обязывались отремонтировать для Unimpex несколько двигателей разных типов, но работы по ремонту не были выполнены в полном объёме. Чтобы покрыть образовавшуюся задолженность в размере 600 тысяч долларов за невыполненные работы, между компаниями был заключён новый договор о передаче в собственность Unimpex по льготной цене 45 430 акций ОАО «Рыбинские моторы» (около 6 % от уставного капитала) в срок до 28 ноября 1997 года. При этом ОАО «Рыбинские моторы» обязалось оплатить в случае ненадлежащего исполнения договора штраф в размере 0,3 % за каждый день просрочки позднее указанной даты.
Так как условия сделки не были выполнены, в 1998 году Unimpex первоначально обратился в Коммерческий арбитраж при Экономической палате Чешской Республики и Аграрной палате Чешской Республики с иском в связи с неисполнением обязанности по передаче 6 % пакета акций ОАО «Рыбинские моторы»; решение было вынесено в пользу Unimpex, но в 2000 году Арбитражный суд Ярославской области не признал указанное решение третейского суда и не привёл его в исполнение.
В 2002 году Unimpex во второй раз добился вынесения в свою пользу судебного решения уже Высшим судом Праги (рассматривает коммерческие споры), который обязал НПО «Сатурн» как правопреемника АО «Рыбинские моторы» выплатить за несоблюдение договора убытки в размере 21,5 миллиона долларов с учётом процентов за просрочку. Указанное решение исполнено не было.
Не добившись в России и Чехии исполнения судебного решения, Unimpex в марте 2008 года предъявил его к исполнению в Суд высшей инстанции Парижа и тот в июле 2008 года в качестве обеспечительной меры наложил арест на все движимое имущество НПО «Сатурн» во Франции — на пакет акций PowerJet.
В марте 2010 года в СМИ появилось сообщение о том, что НПО «Сатурн» собирается во внесудебном порядке вывести из-под ареста свою долю акций в компании PowerJet.